# 三ノ倉スキー場
三ノ倉スキー場（さんのくらスキーじょう）は、福島県喜多方市熱塩加納町にあるスキー場。
三ノ倉山に位置。ゲレンデからは会津盆地を眼下に一望できる。ナイターも営業しており、スノーボードも利用可能。"日本一好いてるスキー場"をキャッチフレーズとしている。
シーズン以外は三ノ倉高原ひまわり畑としてゲレンデが機能する。

## ゲレンデ
- 第1コース
- 第2コース
- 林間コース
- スノーパーク
- そり乗り場

## リフト
- 第1リフト
- 第2リフト

第2リフトのみナイター営業で稼働。 

## アクセス
- 自動車
  - JR喜多方駅より約35分。
  - 会津縦貫北道路 喜多方ICより約20分

駐車場は全日無料で利用可能。第1駐車場(150台)と第2駐車場(250台)があり、400台収容。 